# Фероксигіт
Фероксигіт — мінерал класу оксидів та гідроксидів.

## Загальний опис
Хімічна формула: δ–Fe3+O(OH). Склад (%): Fe — 62,85; H — 1,13; O — 36,01. Кристали у вигляді жовен. Сингонія гексагональна. Густина 4,2. Колір коричневий. Риса жовта. Непрозорий. Магнітний. Утворюється при окисненні сполук заліза в асоціації з лепідокрокітом та гетитом. Вперше описаний в Україні околиці міста Коломия, Івано-Франківська область, Україна. Назва за хімічним складом.